# Nanyang
Pronunciação
Nanyang (chinês simplificado: 南阳; chinês tradicional: 南陽; pinyin: Nányáng) é uma prefeitura com nível de cidade na província do sudoeste de Honã da República Popular da China. A cidade com a área a maior de administração em Honã, que é aproximadamente 26 600 quilômetros quadrados. Tem uma população grande de aproximadamente 10,5 milhões de pessoas em todo município (em torno de 800 mil na área urbana).